# Nullpunktsentropie
Nullpunktsentropie ist die Entropie eines Stoffes am absoluten Nullpunkt der Temperatur.

## Ausgangssituation
Während sich die Atome/Moleküle einer Substanz mikroskopisch auf sehr unterschiedliche und wechselnde Weise über den Raum und über die Energieniveaus verteilen können, hat die Substanz für viele dieser Verteilungsmuster oder Mikrozustände dieselben makroskopischen Eigenschaften, sie bilden einen bestimmten Makrozustand. Dieser wird zahlenmäßig durch seine Zustandsgrößen erfasst.
Bei höherer Temperatur und frei beweglichen Teilchen tendiert die Substanz sehr schnell zu dem Makrozustand, der der größten Anzahl W von Mikrozuständen entspricht. Er hat das größte statistische Gewicht W und die höchste Entropie S:
{\displaystyle S=k_{\mathrm {B} }\cdot \ln \,W}
mit der Boltzmann-Konstanten kB.
Im Festkörper und bei Annäherung an den absoluten Nullpunkt könnten theoretisch zwar immer noch mehrere Mikrozustände gebildet werden, aber aufgrund der stark eingeschränkten Mobilität der Teilchen kann der Wechsel in eine andere Konfiguration außerhalb des Beobachtungszeitraums liegen. Bei der geringen zur Verfügung stehenden Energie können kaum noch Niveaus über dem Grundzustand besetzt werden.

## Ideale Fälle
Im Reinkristall geht die Wärmekapazität cp ≈ cv bei Annäherung an den absoluten Nullpunkt nach dem Debyeschen T3-Gesetz gegen null. Die Reaktionsentropie (die Differenz der Entropien zwischen Produkten und Edukten) wird immer kleiner (Nernst-Theorem), und nach Planck ist die Entropie eines ideal kristallisierten, reinen Festkörpers am absoluten Nullpunkt gleich null. 
Thermodynamisch berechnet man die Entropie über den Verlauf der spezifischen Wärme cp mit der Temperatur. Die Entropieänderung zwischen den Temperaturen T1 und T2 beträgt:
{\displaystyle \Delta S=\int _{T_{1}}^{T_{2}}{\frac {c_{p}(T)}{T}}dT}
(Dazu kommen noch Beträge für Phasenübergänge.) 
Beim Entropiewert null ist nach der mikroskopischen Vorstellung nur ein Mikrozustand möglich. Es müsste also eine starre Struktur vorliegen, während ein Kristall auch am absoluten Nullpunkt noch Schwingungsenergie besitzt, in Übereinstimmung mit der Unschärferelation, so dass ein Spielraum in der Struktur denkbar ist. Quantenmechanisch kann man jedoch den Grundzustand als einen Zustand betrachten.

## Sonderfälle
Falls ein nicht-kristallines System wie Glas betrachtet wird, ist die Entropie am Nullpunkt nicht null, erreicht dort aber ein Minimum. Diese Restentropie ist extrapolierbar oder kalkulierbar.

### Beispiele
Nach Wedler können am absoluten Nullpunkt aus anderen Gründen mehrere gleichwertige Mikrozustände existieren und zu einer Entropie größer als null führen, etwa wenn der Grundzustand energetisch entartet ist (mehr als eine Konfigurationen mit gleicher Energie aufweist; Konfigurationsentropie; z. B. Spin-Eis oder Spin-Glas).
- Bei Eis existieren mehrere Kristallkonfigurationen[2] mit derselben Energie,  seine Nullpunktsentropie wird angegeben mit 3,41 J·mol−1·K−1.
- Als weiteres Beispiel wird der CO-Kristall genannt, bei dem die Moleküle parallel oder antiparallel zueinander orientiert sein können:[3] In einem Mol sind W = 2NA (NA ist die Avogadro-Konstante) unterschiedliche Anordnungen der Moleküle möglich, und aus S0 = kB lnW = R·ln2 erhält man eine Nullpunktsentropie von 5,76 J·mol−1·K−1 ({\displaystyle R=N_{\mathrm {A} }\cdot k_{\mathrm {B} }} ist die universelle Gaskonstante). CO hat ein sehr geringes elektrisches Dipolmoment und formiert sich beim Abkühlen nicht schnell genug zum perfekten Kristall.
- Die Nullpunktsentropie von H2 und D2 beruht auf Konfigurationen der Kernspins.[4] Kristallen, die aus mehreren Arten von Molekülen bestehen, kann man eine Mischungsentropie zuschreiben.
- Bei Gläsern als unterkühlten Schmelzen ist eine große Anzahl unterschiedlicher Konfigurationen möglich. Auch sei der Fall denkbar, dass bei T→0 die spezifische Wärme cp ≠ 0 ist.

### Berechnung
Nach Siebert kann man einen Wert für die Entropie von Gläsern bei Annäherung an den Nullpunkt auf zwei Arten erhalten:
1. Aus der Anzahl der möglichen Konfigurationen. Glas hat eine geringere Dichte als die chemisch gleiche Kristallmodifikation. Daraus schließt man auf Hohlräume im Glas, die den Molekülen Beweglichkeit geben und so sehr viele unterschiedliche Konfigurationen ermöglichen könnten. Bei Kieselglas macht der Hohlraum einen Anteil von 21 % gegenüber Quarz aus. Mit 
{\displaystyle W={\frac {(N+N_{z})!}{N!N_{z}!}}} (N=Anzahl der Moleküle, Nz = zusätzliche Hohlraum-Zellen)
erhält man die Zahl der möglichen Konfigurationen/Mikrozustände der Glasmoleküle im Gesamtvolumen. Für 1 mol Kieselglas ist dann der Entropieunterschied gegenüber Quarz Δs(0) = kB·lnW = 4,6 J·Mol−1·K−1. Allerdings erfolgt eine Relaxation zwischen den einzelnen Konfigurationen so langsam, dass in einem realistischen Beobachtungszeitraum nur eine Konfiguration vorliegt und es gar nicht dazu kommt, dass sich ein bestimmter Zustand aufgrund seiner größeren Zahl von gleichwertigen Mikrozustände im zeitlichen Mittel bevorzugt einstellt. Deshalb wird die Meinung vertreten, dass der Konfigurationsanteil der Entropie bei Gläsern – wie beim idealen Kristall – bei T→ 0K gegen null gehe.
2. Aus der Differenz der spezifischen Wärmen zwischen Glas und Kristall, Δcp= (cpgl - cpkrist), wobei man von der Schmelztemperatur Ts und der molaren Schmelzenthalpie Δh(Ts) ausgeht. Man erhält den Entropieunterschied zwischen Glas und Kristall bei Annäherung an den absoluten Nullpunkt zu
{\displaystyle \Delta s(T\rightarrow 0)={\frac {\Delta h(T_{s})}{T_{s}}}-\int _{T\rightarrow 0}^{T_{s}}\Delta c_{p}\cdot d(\ln T)}
Unterhalb von 1K folgt die spezifische Wärme von Gläsern nicht dem Debyeschen T3-Gesetz. Auch bei sehr tiefen Temperaturen bleibt ein Unterschied in der molaren Entropie Δ(sgl- skrist) von ≈ 4 J·Mol−1·K−1.

### Quantenmechanisches Modell
Für die beobachtete Wärmekapazität von Gläsern bei tiefsten Temperaturen wird folgende Erklärung vorgeschlagen: In der eingefrorenen Schmelze liegt nur eine von sehr vielen möglichen Konfigurationen der Glasmoleküle vor. Diese entspricht nicht dem absoluten, sondern nur einem relativen Energieminimum, das von anderen Minima durch Potenzialbarrieren getrennt ist. Der Tunneleffekt spaltet den Schwingungsgrundzustand auf, und zwischen diesen Niveaus sind Übergänge möglich. Zur Anregung genügen sehr kleine Energiebeträge, wie sie von Phononen aufgebracht werden können (phononeninduziertes Tunneln).

## Komplexe Fälle
Eine Berechnung ist nicht möglich, wenn das untersuchte System ein Gemisch von Molekülen ist.